# Bertold I de Suàbia
Bertold I (vers 1060-18 de maig de 1090), més conegut com a Bertold de Rheinfelden, fou duc de Suàbia a partir de 1079 fins a la seva mort. Era l'únic fill de Rodolf de Rheinfelden, l'anti-rei alemany que s'oposava a l'emperador Enric IV i anterior duc de Suàbia, que li va concedir aquest ducat el 1079. El nom de la seva mare és desconegut.
El 25 de maig de 1077, Rodolf de Rheinfelden va ser coronat per l'arquebisbe de Magúncia, Sigfrid I, però la gent de la ciutat es va rebel·lar i es va veure obligat a fugir a Saxònia. Això presentava un problema, ja que Saxònia quedava separada del seu ducat de Suàbia per les terres del rei Enric. Per això finalment el 1079 li va donar el ducat de Suàbia al seu fill Bertold com a supervisor de la lluita contra el rei al sud d'Alemanya mentre ell mateix es concentrava en Saxònia, i va intentar rectificar la situació de divisió de les zones que controlava o que li eren aliades, assetjant Würzburg, però amb poc efecte. Al mateix temps la dieta d'Ulm presidida per Enric IV, el maig de 1079 va nomenar duc de Suàbia a Frederic de Buren o Frederic de Staufen, el primer Hohenstaufen, les terres del qual estaven estratègicament situades per afavorir a Enric.
Mort Rodolf de Rheinfelden (1080), Rodolf, ara comte de Rheinfelden, va seguir la llarga guerra civil entre contra Enric, i contra el duc rival de Suàbia Frederic. Suàbia fou al cor de la lluita. El 1084, Bertold va quedar assetjat pels partidaris d'Enric IV tot i que tenia una base de poder més gran, es va mantenir sempre poc actiu i va acabar deixant el pes de la lluita a Bertold II de Zähringen i a Welf IV de Baviera. Va morir sense descendència el 1090 i va ser enterrat al monestir de Sant Blai. Uns mesos després, el 1092, Bertold II presentava la seva reclamació al ducat de Suàbia així com al ducat de Caríntia i Marca de Verona.